# ＃LOVEFAV
『#LOVEFAV』（ラブファブ）は、2021年4月3日から2022年3月26日までJ-WAVEで放送されていたラジオ番組である。

## 概要
歌手で女優の上白石萌歌がナビゲーターを務め、世界中からLOVEなものやFAVORITEなものを集めて発信していく番組。
SNSやインターネットを活用しながら、上白石と世の中の人がこれから好きになりそうなものを紹介する。上白石にはリスナーの生活に寄り添っている番組にしたいという思いがあり、番組で話したいと思った出来事や考えをメモしたラジオノートを元に話を進めている。
番組開始当初は『#LOVEFAV』（ラブファブ）であったが、2021年5月1日放送回から9月25日放送回まで動画配信サービスGYAO!でゲストとの対談コーナーのみ映像配信されることに伴い、番組名が『GYAO! #LOVEFAV』に変更されていた。
番組でメッセージが採用されたリスナーには新聞を使ったちぎり絵を得意とする木村セツがデザインしたステッカーをプレゼントしている。
なお、上白石は元々、故郷の鹿児島県にいた頃からラジオを聴く習慣があり、声を携帯電話に録音してみるなどラジオの真似事もしていたため、ラジオ番組を担当することに憧れていたと語っている。
2022年2月26日の放送からLoveやFavが集まる場所へ上白石がロケする企画「FAVロケ」が開始した。

## ナビゲーター
- 上白石萌歌[9]

## 放送・配信スケジュール
いずれもJST。
ラジオ放送
- J-WAVE 毎週土曜日 22:00 - 22:54（2021年4月3日 - ）[5]

動画配信
- GYAO! 毎週土曜日 23:00 - （2021年5月1日 - 9月25日）[6][注 1]

## コーナー

### 現在
M's FAV
音楽、映画、アート、本など上白石が今好きなもの、ハマったもの、「これは皆さんに共有したい!」というものについて語るコーナー。
ゲストとの対談コーナー
上白石が会いたい人、いま話題の人をゲストに迎え、ゲストが愛するものを中心にトークを繰り広げるコーナー。

### 過去
LOVE INSIGHT
ヤフーの分析ツールDS.INSIGHTによる検索ビッグデータを統計化した情報をもとに世の中のみなさんが関心があることを紐解いていくコーナー。

## 放送内容・ゲスト・ロケ先一覧
GYAO!では放送終了後、ゲストとの対談コーナーを中心にラジオで放送されなかった未放送トークも含め映像配信が行われていた。

## エピソード
2021年7月31日の放送・配信では上白石がファンであると公言しているフワちゃんがゲスト出演し、2人で組体操「サボテン」を披露したり、ニッポン放送『フワちゃんのオールナイトニッポンX』に上白石がハガキ職人としてメールを送っていることなどを話した。

## 備考
2021年4月22日、TOKYO FM『山崎怜奈の誰かに話したかったこと。』の放送終了後にオーディオコンテンツAuDeeで配信された山崎怜奈（乃木坂46）がおすすめのラジオ番組を紹介するオフトークチャンネル「#あのラジオがすごい」で紹介された。